# Włodzimierz Kluźniak
Włodzimierz Kluźniak (ur. 31 sierpnia 1952 w Warszawie) – polski astronom, profesor doktor habilitowany.

## Życiorys
Ukończył studia fizyczne na Uniwersytecie Warszawskim. Doktorat z fizyki w 1988 roku, habilitacja – 2000, tytuł profesorski otrzymał w 2006 roku. Obecnie pracuje jako profesor zwyczajny w Centrum Astronomicznym im. Mikołaja Kopernika Polskiej Akademii Nauk w Warszawie. Interesuje się głównie gwiazdami neutronowymi i pulsarami.

## Niektóre prace naukowe
- 2009, Vertical dissipation profiles and the photosphere location in thin and slim accretion disks, n, Włodzimierz  Kluźniak, Aleksander  Sadowski, Marek Artur Abramowicz, Bursa M., Rozanska A., Straub O.
- 2009, Internal resonance in nonlinear disk oscillations and the amplitude evolution of neutron-star kilohertz, Astronomy and Astrophysics, Volume 499, Issue 2, pp.535-540, Włodzimierz  Kluźniak, Marek Artur Abramowicz, Horak J., Rebusco P., Torok G.
- 2009, Global transient dynamics of three-dimensional hydrodynamical disturbances in a thin viscous, Physics of Fluids, Volume 21, Issue 7, pp. 076601-076601-20, Włodzimierz  Kluźniak, Rebusco P., Umurhan O. M., Regev O.
- 2008, Epicyclic Oscillations of Fluid Bodies: Newtonian Nonslender Torus, The Astrophysical Journal, Volume 665, Issue 1, pp. 642-653, Włodzimierz  Kluźniak, Marek Artur Abramowicz, Blaes Omer M., Sramkova Eva, Torkelsson Ulf
- 2008, Twin paradox on the photon sphere, Physical Review A, vol. 75, Issue 4, id. 044101, Włodzimierz  Kluźniak, Marek Artur Abramowicz, Bajtlik S.
- 2008, Distribution of Kilohertz QPO Frequencies and Their Ratios in the Atoll Source 4U 1636-53, Acta Astronomica, vol. 58, pp. 15-21, Włodzimierz  Kluźniak, Marek Artur Abramowicz, Torok G., Bakala P., Bursa M., Horak J., Rebusco P., Stuchlik Z.
- 2007, Modulation of the Neutron Star Boundary Layer Luminosity by Disk Oscillations, Acta Astronomica, Vol. 57, pp.1-10, Włodzimierz  Kluźniak, Marek Artur Abramowicz, Horak J.